# سیر زمانی انقراض‌های هولوسن

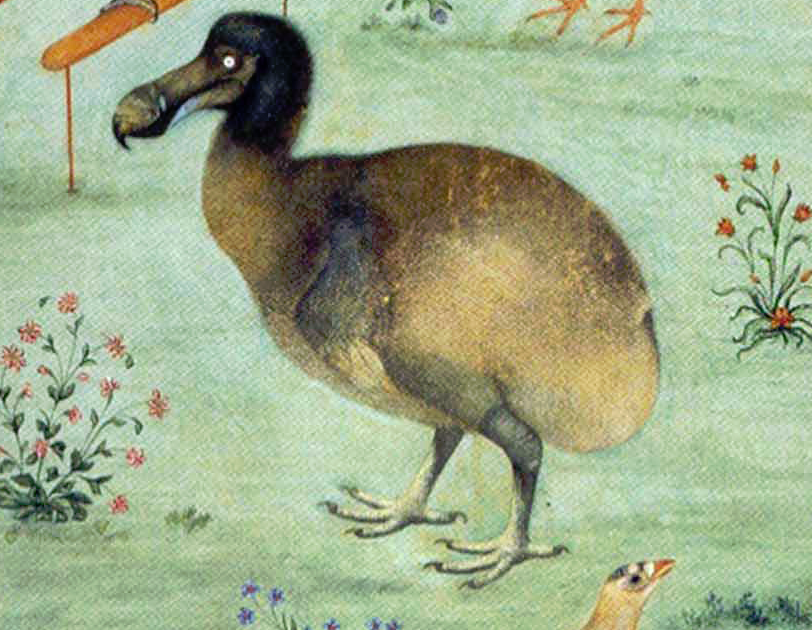
تصویرنگاری دودوی زنده توسط استاد منصور نزدیک به سال ۱۶۲۵

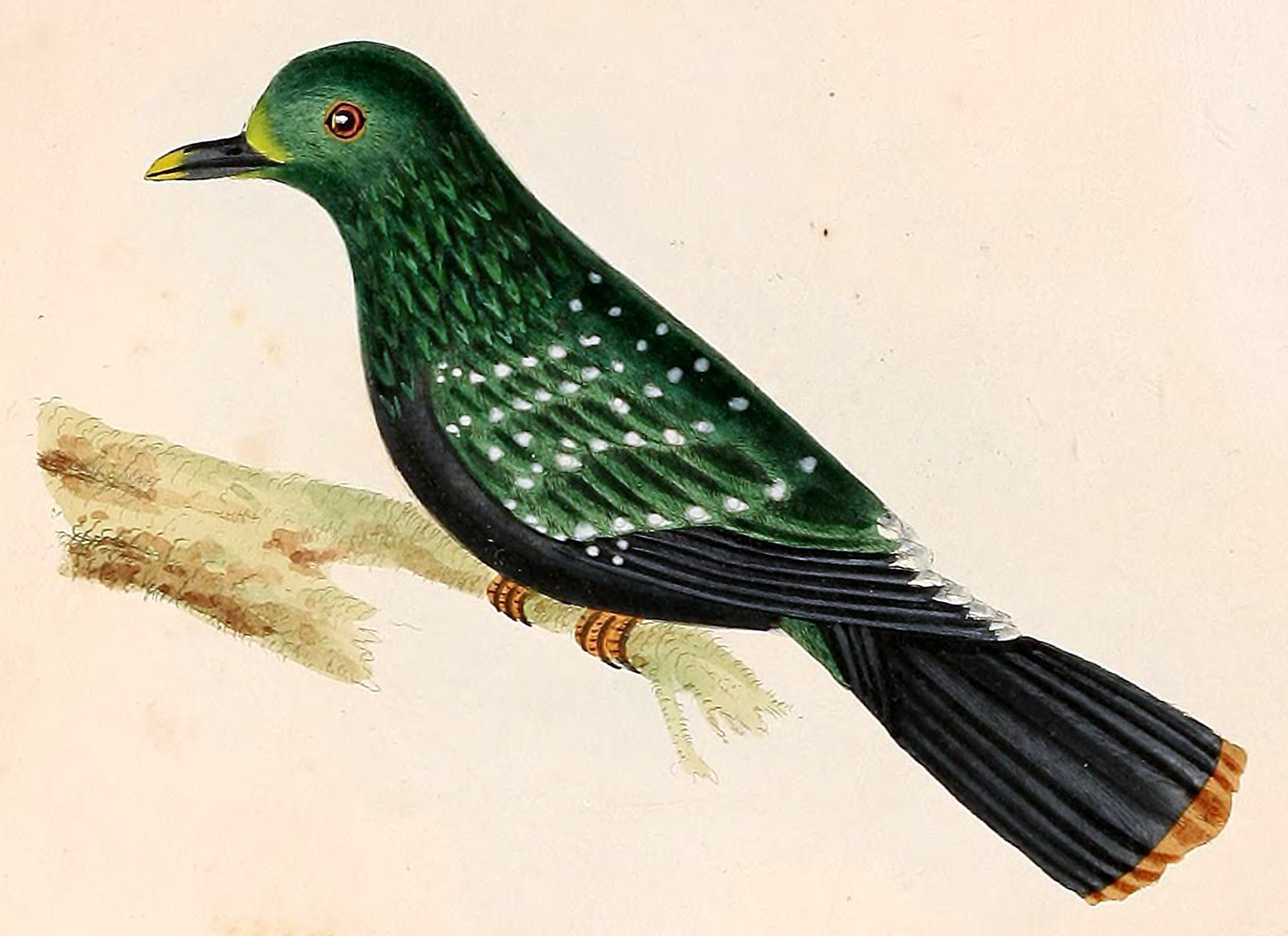
ترسیمی از کبوتر سبز خالدار توسط جان لاثام (۱۸۲۳)

این مقاله فهرستی از گونه‌های بیولوژیکی، زیرگونه‌ها و واحدهای مهم تکاملی است که در طول هولوسن، عصر زمین‌شناسی کنونی منقرض شده‌اند که بر اساس تاریخ شناخته‌شده یا برآوردی ناپدیدشدنشان از قدیم به جدید مرتب شده‌اند.
در نظر گرفته می‌شود که هولوسن با پسرفت یخبندان هولوسن در حدود ۱۱۶۵۰ سال پیش از امروز آغاز شده است ح. 9700 پیش از میلاد). با گرایش کلی به گرمایش جهانی، گسترش انسان‌های مدرن آغازین از نظر کالبدشناختی (هومو ساپینس) به همهٔ توده‌های زمین‌های نوپدید، هویداشدن کشاورزی و دامداری و کاهش تنوع زیستی جهانی مشخص می‌شود. مورد دوم، که ششمین انقراض دسته‌جمعی در تاریخ زمین نامیده می‌شود، عمدتاً به افزایش جمعیت و فعالیت انسان نسبت داده می‌شود و ممکن است از پیش در دوره پلیستوسن با نابودی کلان‌زیاگان پلیستوسن آغاز شده باشد.
این فهرست بنا به ضرورت ناقص است، زیرا تصور می‌شود که اکثر انقراض‌ها غیرقانونی هستند، و برای بسیاری دیگر، آخرین یا جدیدترین رکورد قطعی، به‌طور گسترده پذیرفته شده وجود ندارد. بر اساس نظریه منطقه-گونه، نرخ کنونی انقراض ممکن است تا ۱۴۰۰۰۰ گونه در سال باشد.